# 民乐县
民乐县是中华人民共和国甘肃省张掖市东南部的一个县。与之接壤的县市有：东和东北山丹县，东南永昌县，南边青海省门源回族自治县、祁连县，西南肃南裕固族自治县，西和西北边甘州区。

## 沿革
清時置東樂廳。乾隆八年遷張掖縣丞駐東樂堡，置東樂分縣（東樂縣丞），屬甘州府。民國二年升為東樂縣，屬甘涼道，民國十八年改名為民樂縣。

## 行政区划

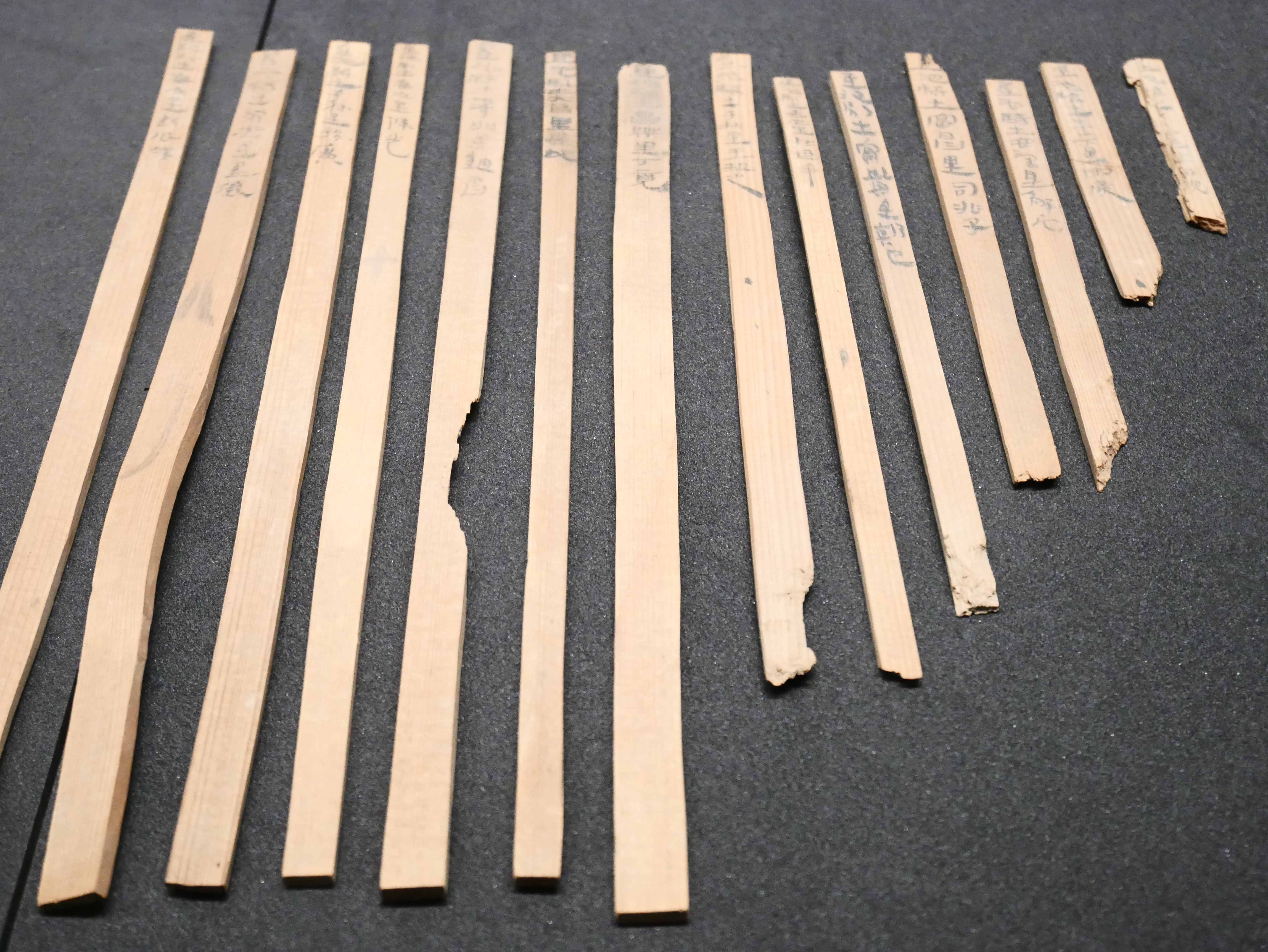
居延漢簡張掖郡氐池縣（今民樂縣）騎士名籍（地灣城遺址出土）

民乐县下辖10个镇：
洪水镇、六坝镇、新天镇、南古镇、永固镇、三堡镇、南丰镇、民联镇、顺化镇和丰乐镇。

## 交通
- 227国道过境。

## 特产
民乐紫皮大蒜：中国地理标志产品。